# Чирянка-квоктун
Чирянка-квокту́н (Anas formosa) — птах роду качиних. Гніздиться в північній Азії - від Таймиру до Охотського моря. В Україні рідкісний залітний птах.

## Опис птаха
Зовні нагадує чирянку малу, але виглядає більшим та повнішим через свою коротку шию. З обоз боків голови знаходяться яскраво-зелені і світло-вохристі плями розділені чорними та облямовані білою смугами. На воді сидить досить глибоко. Літає низько та з високою швидкістю. Голос селезнів — м'які, глухі, рівномірні та досить часто повторюванні звуки «кло», «кло», «кло» — чутні здалеку.